# Lycium carolinianum
Lycium carolinianum ist eine Pflanzenart aus der Gattung der Bocksdorne (Lycium) in der Familie der Nachtschattengewächse (Solanaceae).

## Beschreibung
Lycium carolinianum ist ein 0,4 bis 3 m hoher, aufrechter oder leicht gespreizt wachsender Strauch. Seine Laubblätter sind sukkulent, unbehaart und 10 bis 35 mm lang sowie 1 bis 6 mm breit.
Die Blüten sind zwittrig und meist vier-, selten fünfzählig. Der Kelch ist becherförmig, unbehaart und etwa 3 mm lang. Die Krone ist glockenförmig-radförmig, lavendelfarben bis purpurn oder weiß gefärbt. Die Kronröhre ist 7 bis 12 mm lang, die Kronlappen sind etwa genauso lang oder etwas kürzer. Die Staubfäden sind im unteren Drittel oder Viertel des frei stehenden Bereiches dicht filzig behaart.
Die Frucht ist eine eiförmige, rote Beere mit einem Durchmesser von etwa 12 mm. Sie enthält eine Vielzahl von Samen.
Die Chromosomenzahl beträgt 2n = 24.

## Vorkommen
Die Art ist in Nordamerika verbreitet und kommt dort in den Mexikanischen Bundesstaaten Veracruz, Tamaulipas, Michoacán, Baja California Sur, Sinaloa, Colima, Oaxaca, Yucatán, Nayarit, Mexico, Nuevo León und San Luis Potosí, in den US-amerikanischen Bundesstaaten South Carolina, Alabama, Florida, Texas und Louisiana sowie auf Hawaii, der Osterinsel und den Westindischen Inseln vor.

## Systematik

### Innere Systematik
Innerhalb der Art werden vier Varietäten unterschieden:
- Lycium carolinianum var. carolinianum
- Lycium carolinianum var. gaumeri C.L.Hitchc.
- Lycium carolinianum var. quadrifidum (Dunal) C.L.Hitchc.
- Lycium carolinianum var. sandwicense

Lycium carolinianum var. sandwicense wurde lange Zeit als eigenständige Art Lycium sandwicense geführt, jedoch wurde eine nahe Verwandtschaft zu Lycium carolinianum vermutet. Molekularbiologische Untersuchungen bestätigen diese nahe Beziehung und rechtfertigen den Status als Varietät innerhalb der Art.

### Äußere Systematik
Molekularbiologische Untersuchungen platzieren die Art zusammen mit Lycium brevipes, Lycium tenuispinosum und Lycium rachidocladum in einer deutlich unterstützten Klade, die wiederum in einer größeren Klade aus rein amerikanischen Arten platziert ist.

## Nachweise

### Hauptbelege
- J.S. Miller und R.A. Levin: Lycium carolinianum. In: Project Lycieae